# 大合相

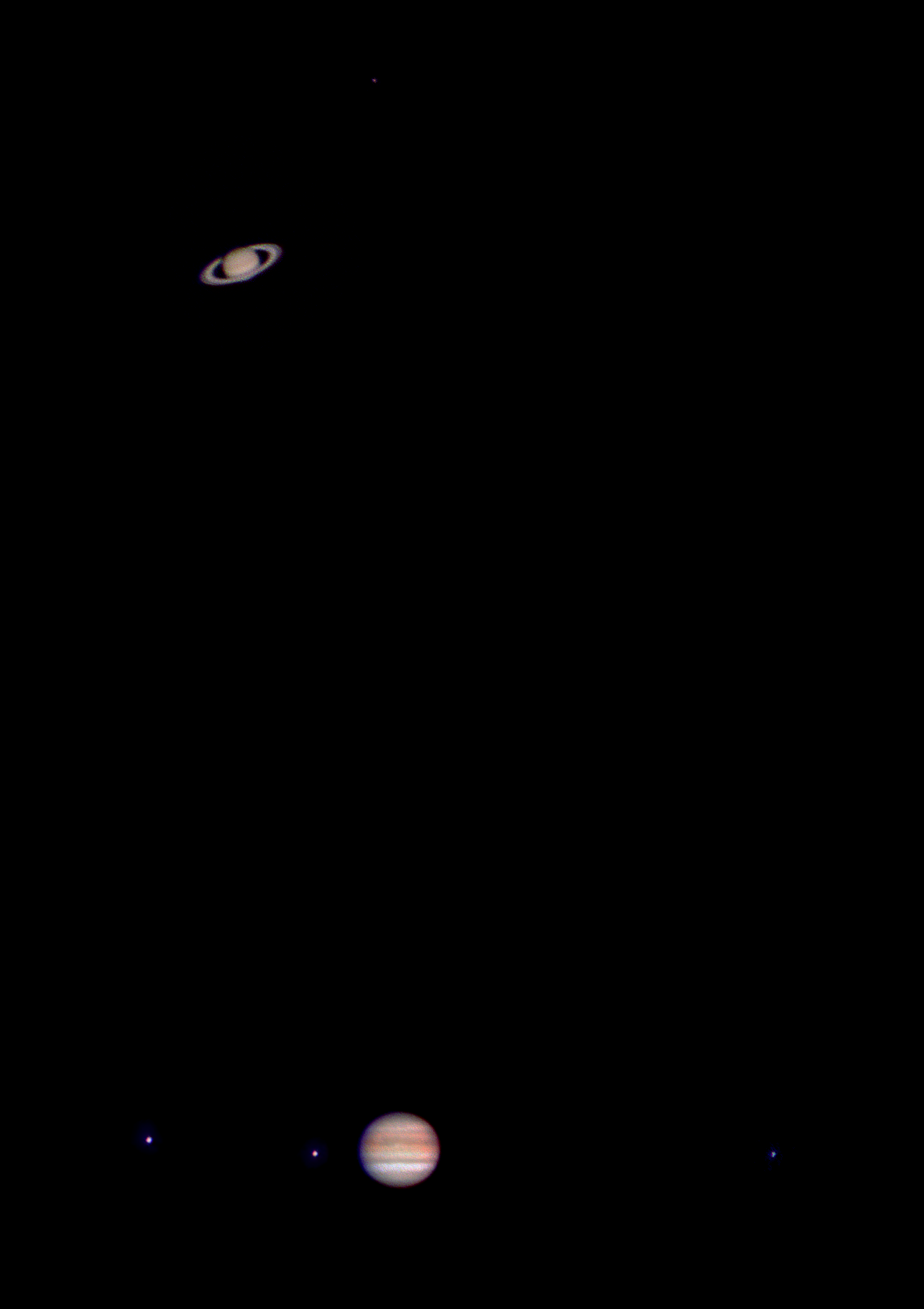
2020年大合相的拼接照片，拍摄于最接近前4小时，木星在上，土星在下，相距约6-7角分。木星周围环绕着四颗伽利略卫星中的三颗：由左到右分别为木卫二、木卫一和木卫三。土星的卫星土卫六位于照片最下方。

大合相是指木星和土星的合相，这时两颗行星在天空中出现的距离最近。大合相大约每20年发生一次，其时木星在其轨道上会“超越”土星。这类合相之所以冠名以“大”，是因为它们是迄今为止最罕见的裸眼可见行星（即不包括天王星和海王星）合相。
历次合相时，两颗行星的距离不同，通常介于0.5到1.3度（30到78角分，或满月宽度的1到2.5倍）。极近距离的合相发生频率要低得多（尽管按照内行星的标准，1.3°的最大距离已是很近的值了）：自1200年以来，相距小于10角分的事件只发生过4次，最近一次是在2020年。

## 历史
大合相在历史上曾被当作预兆而得到过极大关注。在中世纪晚期和文艺复兴时期，无论是第谷和开普勒时代之前的前科学和过渡时期的占星天文家，还是罗吉尔·培根和皮埃尔·戴伊等学者，都曾将大合相作为他们讨论的话题。但丁和莎士比亚等作家的流行文学作品中也提到过大合相。在欧洲，这种兴趣可以追溯到阿拉伯语文本的翻译作品，以阿巴拉萨关于合相的著作为代表。
尽管存在数学上的错误，而且占星家们对宫位何时开始存在一些分歧，但对此类事件意义的信仰产生了一系列作品，其数量保持增长直至16世纪末。由于1583年的大合相是发生在水象宫位的最后一次，人们普遍认为它预示着世界末日的变化；1586年，教宗还因此下诏反对占卜。然而，在占星家预测的1603年里，并没有发生任何令人担忧的重大事件，公众的兴趣随之迅速消失。等到下一次宫位起始时，现代科学共识早已将占星术确立为伪科学，行星排列不再被视为预兆。

## 天体力学

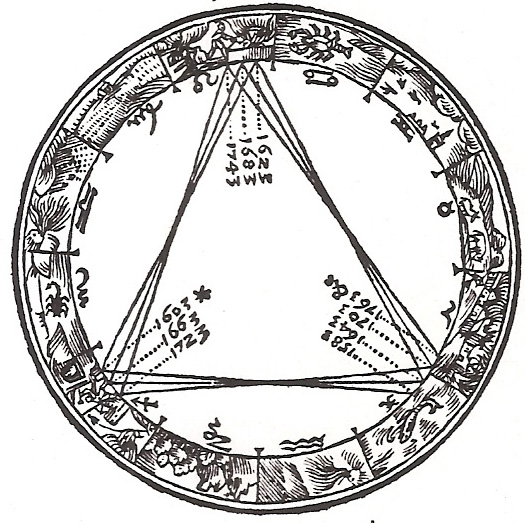
开普勒1606年出版的《蛇夫座足部的新星》一书中的黄道经度模式图

平均每19.859个儒略年（每个儒略年为365.25天）就会出现一次大合相。这个数字可以通过会合周期公式计算出来：
{\displaystyle {\frac {1}{\left({\frac {1}{J}}-{\frac {1}{S}}\right)}}\approx 7253.46\;{\text{日 }}\displaystyle }
其中，J和S分别是木星（4332.59天）和土星（10759.22天）的轨道周期。（实际上，由于地球的轨道尺寸，大合相在平均发生时间之后的几个月里可能再度发生）。由于其他裸眼可见行星之间的合相周期都少于27个月，大合相是最罕见的。
偶尔地，单季里也会出现多次大合相，这发生在两颗行星冲日时：这被称为三重合相（该名词不仅用于指称大合相事件）。
最近一次大合相发生在2020年12月21日，下一次大合相将发生在2040年11月4日。在2020年的大合相期间，两颗行星在天空中最接近时相距6角分，这是自1623年以来两颗行星最近的距离。之所以如此接近，是因为合相发生在两颗行星轨道看似（太阳视角，与地球类似）相交的两条黄道经线之一的附近。
由于19.859年等于1.674个木星轨道和0.674个土星轨道，三次合相周期近似于完成一整圈。这就是为什么如右图所示的经度周期形状近似于三角形。三角形的三个点与行星同向旋转，速度大约是每四个世纪转六分之一圈，因此每隔约四个世纪，会有一次极近的合相。目前，近距离大合相的经度约为307.4度和127.4度，分别位于摩羯座和巨蟹座。然而，由于地球在其轨道上的位置不同，地球视角上两颗行星的位置会比其日心经度提前或落后最多10度左右。
相对于地球轨道平面（黄道面），土星的轨道平面倾角有2.485度，木星的轨道平面倾角有1.303度。有趣的是，两颗行星的升交点都很相似（木星为100.6度，土星为113.7度），这意味着如果土星在地球轨道平面之上或之下，木星通常也是如此。因为这些交点排列得如此之好，预计每次合相时的距离都不会比两颗行星的轨道倾角之差大太多。事实上，在公元1年到3000年之间，只有1306年和1940年的最大合相距离是1.3度。这两年的合相都发生在两颗行星最偏离黄道面之时：1306年的经度206度（因此高于黄道面），1940年的经度39度（因此低于黄道面）。

## 历次大合相列表（1200年至2400年）
下表详细列出了1200年到2400年间的历次大合相。表中列出历次合相在赤经上的发生日期（黄经上合相的发生日期可能相差数日）。1582年前的日期以儒略历记录，1582年后的日期以格里高利历记录。
黄经一栏是从历元J2000的春分点位置逆时针测量的。这种不旋转的坐标系不随地轴进动而移动，因此适合用来计算星体的位置（在天体测量学中，经纬度是以黄道为基础的，而黄道是地球轨道向日和反日的无限延伸）。另一种常用于合相的坐标系，是以春分点为起点沿赤经逆时针测量，以地球赤道和经过春秋分点的经线为准。以黄道坐标计算的距离通常较小。
距离一栏为行星间的角距离，以角分（六十分之一度）为单位；距角一栏为合相点到太阳的角距离，单位是度。当距角在-20到+20度之间时，由于与太阳距离过近，合相会变得难以或无法观测，或者只能从特定的地理纬度上观测。需要注意的是，特定情况下亦无法观测到合相，如其发生时位于地平线之下，或其发生时刻在某些地区为白天。不过，地球上观测点的位置对大合相最小距离的影响，要比有内行星参与的合相要小。负距角表示两颗行星位于太阳以西（晨空可见），而正距角表示两颗行星位于太阳以东（晚空可见）。
大合相的周期与日食（即日月合相）的沙罗周期大致相似。某周期的合相大约每隔119.16年发生一次。周期长度之所以是每六次而不是每三次合相，是因为119.16年要比比119.16/2 = 59.58年更接近整数，这时地球在其轨道上的位置会更接近之前的位置，观测到的合相也会更为相似。在每一轮周期里，合相会从仅日出前可见，逐渐进展到整夜可见，然后再进展为日落前可见，并最终回到日出前可见。在一个周期中，每次合相在天空中的位置会依次增加平均16.3度的经度，使得平均每2634年就有一次相对于恒星的完整周期。如果我们改用从春分点向东测量经度的惯例，我们必须记住，春分点大约每25772年循环一次，所以这样测量出的经度增幅稍快，上述数字会变成17.95度和2390年。
一次合相可以是三重合相的一部分。在三重合相事件里，由于所处星座和年份相同或相近，单次合相并不会推进周期。这也是大合相唯一可能在相隔不到约20年内多次发生的原因。
| 日期           | 黄经 （度） | 距离 （角分） | 距角 （度） | 周期序列 | 可见度           | 三重合相 |
| -------------- | ----------- | ------------- | ----------- | -------- | ---------------- | -------- |
| 1206年4月16日  | 66.8        | 65.3          | +23.0       | 2        | 取决于观测点纬度 | 否       |
| 1226年3月4日   | 313.8       | 2.1           | -48.6       | 3        | 是               | 否       |
| 1246年9月21日  | 209.6       | 62.3          | +13.5       | 4        | 否               | 否       |
| 1265年7月23日  | 79.9        | 57.3          | -58.5       | 5        | 是               | 否       |
| 1285年12月31日 | 318.0       | 10.6          | +19.8       | 6        | 取决于观测点纬度 | 否       |
| 1305年12月24日 | 220.4       | 71.5          | -70.0       | 1        | 是               | 是       |
| 1306年4月20日  | 217.8       | 75.5          | +170.7      | 1        | 是               | 是       |
| 1306年7月19日  | 215.7       | 78.6          | +82.5       | 1        | 是               | 是       |
| 1325年6月1日   | 87.2        | 49.2          | -0.4        | 2        | 否               | 否       |
| 1345年3月24日  | 328.2       | 21.2          | -52.5       | 3        | 是               | 否       |
| 1365年10月25日 | 226.0       | 72.6          | -3.7        | 4        | 否               | 否       |
| 1385年4月8日   | 94.4        | 43.2          | +58.8       | 5        | 是               | 否       |
| 1405年1月16日  | 332.1       | 29.3          | +18.1       | 6        | 否               | 否       |
| 1425年2月10日  | 235.2       | 70.7          | +104.1      | 1        | 是               | 是       |
| 1425年3月10日  | 234.4       | 72.4          | -141.6      | 1        | 是               | 是       |
| 1425年8月24日  | 230.6       | 76.3          | +62.6       | 1        | 是               | 是       |
| 1444年7月13日  | 106.9       | 28.5          | -15.9       | 2        | 否               | 否       |
| 1464年4月7日   | 342.1       | 38.2          | -52.6       | 3        | 是               | 否       |
| 1484年11月17日 | 240.2       | 68.3          | -12.3       | 4        | 否               | 否       |
| 1504年5月25日  | 113.4       | 18.7          | +33.5       | 5        | 取决于观测点纬度 | 否       |
| 1524年1月30日  | 345.8       | 46.1          | +19.1       | 6        | 否               | 否       |
| 1544年9月17日  | 245.1       | 69.2          | +53.4       | 1        | 是               | 否       |
| 1563年8月25日  | 125.3       | 6.8           | -42.1       | 2        | 是               | 否       |
| 1583年5月2日   | 355.9       | 52.9          | -51.2       | 3        | 是               | 否       |
| 1603年12月17日 | 253.8       | 59.0          | -17.6       | 4        | 否               | 否       |
| 1623年7月17日  | 131.9       | 5.2           | +12.9       | 5        | 否               | 否       |
| 1643年2月24日  | 0.1         | 59.3          | +18.8       | 6        | 否               | 否       |
| 1663年10月17日 | 254.8       | 59.2          | +48.7       | 1        | 是               | 否       |
| 1682年10月23日 | 143.5       | 15.4          | -71.8       | 2        | 是               | 是       |
| 1683年2月8日   | 141.1       | 11.6          | 175.8       | 2        | 是               | 是       |
| 1683年5月17日  | 138.9       | 15.8          | +77.5       | 2        | 是               | 是       |
| 1702年5月21日  | 10.8        | 63.4          | -53.5       | 3        | 是               | 否       |
| 1723年1月5日   | 265.1       | 47.7          | -23.8       | 4        | 取决于观测点纬度 | 否       |
| 1742年8月30日  | 150.8       | 27.8          | -10.3       | 5        | 否               | 否       |
| 1762年3月18日  | 15.6        | 69.4          | +14.5       | 6        | 否               | 否       |
| 1782年11月5日  | 271.1       | 44.6          | +44.9       | 1        | 是               | 否       |
| 1802年7月16日  | 157.7       | 39.5          | +41.3       | 2        | 是               | 否       |
| 1821年6月18日  | 27.1        | 72.9          | -62.9       | 3        | 是               | 否       |
| 1842年1月26日  | 281.1       | 32.3          | -27.1       | 4        | 取决于观测点纬度 | 否       |
| 1861年10月20日 | 170.2       | 47.4          | -39.5       | 5        | 是               | 否       |
| 1881年4月17日  | 33.0        | 74.5          | +3.8        | 6        | 否               | 否       |
| 1901年11月28日 | 285.4       | 26.5          | +38.3       | 1        | 是               | 否       |
| 1921年9月8日   | 177.3       | 58.3          | +11.1       | 2        | 否               | 否       |
| 1940年8月6日   | 45.2        | 71.4          | -89.8       | 3        | 是               | 是       |
| 1940年10月21日 | 41.1        | 74.1          | -165.7      | 3        | 是               | 是       |
| 1941年2月14日  | 39.9        | 77.4          | +73.3       | 3        | 是               | 是       |
| 1961年2月18日  | 295.7       | 13.8          | -34.5       | 4        | 取决于观测点纬度 | 否       |
| 1981年1月1日   | 189.8       | 63.7          | -91.4       | 5        | 是               | 是       |
| 1981年3月6日   | 188.3       | 63.3          | -155.9      | 5        | 是               | 是       |
| 1981年7月25日  | 185.3       | 67.6          | +62.7       | 5        | 是               | 是       |
| 2000年5月28日  | 52.6        | 68.9          | -14.6       | 6        | 否               | 否       |
| 2020年12月21日 | 300.3       | 6.1           | +30.2       | 1        | 取决于观测点纬度 | 否       |
| 2040年11月4日  | 197.8       | 72.8          | -24.6       | 2        | 取决于观测点纬度 | 否       |
| 2060年4月8日   | 59.6        | 67.5          | +41.7       | 3        | 是               | 否       |
| 2080年3月15日  | 310.8       | 6.0           | -43.7       | 4        | 是               | 否       |
| 2100年9月18日  | 204.1       | 62.5          | +29.5       | 5        | 取决于观测点纬度 | 否       |
| 2119年7月15日  | +73.2       | 57.5          | -37.8       | 6        | 是               | 否       |
| 2140年1月14日  | 315.1       | 14.5          | +22.7       | 1        | 取决于观测点纬度 | 否       |
| 2159年2月20日  | 215.3       | 71.2          | -50.3       | 2        | 是               | 否       |
| 2179年5月28日  | 80.6        | 49.5          | +16.1       | 3        | 否               | 否       |
| 2199年4月8日   | 325.6       | 25.2          | -50.0       | 4        | 是               | 否       |
| 2219年11月1日  | 221.7       | 63.1          | +6.8        | 5        | 否               | 否       |
| 2238年9月6日   | 93.2        | 39.3          | -67.6       | 6        | 是               | 是       |
| 2239年1月12日  | 90.2        | 47.5          | +161.3      | 6        | 是               | 是       |
| 2239年3月22日  | 88.4        | 45.3          | +89.9       | 6        | 是               | 是       |
| 2259年2月2日   | 329.6       | 33.3          | +19.6       | 1        | 取决于观测点纬度 | 否       |
| 2279年2月5日   | 231.9       | 69.9          | -80.3       | 2        | 是               | 是       |
| 2279年5月7日   | 229.9       | 73.8          | -172.6      | 2        | 是               | 是       |
| 2279年8月31日  | 227.2       | 74.9          | +73.3       | 2        | 是               | 是       |
| 2298年7月12日  | 100.6       | 28.3          | -6.0        | 3        | 否               | 否       |
| 2318年4月26日  | 339.8       | 41.8          | -51.8       | 4        | 是               | 否       |
| 2338年12月1日  | 237.3       | 66.3          | -7.4        | 5        | 否               | 否       |
| 2358年5月22日  | 107.5       | 18.5          | +50.7       | 6        | 是               | 否       |
| 2378年2月18日  | 343.7       | 50.5          | +19.4       | 1        | 否               | 否       |
| 2398年10月2日  | 240.7       | 65.9          | +58.2       | 2        | 是               | 否       |

| 角距离       | 合相次数 |
| ------------ | -------- |
| 0到10角分    | 5        |
| 10到20角分   | 8        |
| 20到30角分   | 7        |
| 30到40角分   | 5        |
| 40到50角分   | 10       |
| 50到60角分   | 8        |
| 60到70角分   | 16       |
| 70到78.6角分 | 16       |
| 超过78.6角分 | 0        |

| 距角         | 合相次数 |
| ------------ | -------- |
| -180到-135度 | 4        |
| -135到-90度  | 1        |
| -90到-45度   | 15       |
| -45到0度     | 17       |
| 0到+45度     | 22       |
| +45到+90度   | 12       |
| +90到+135度  | 1        |
| +135到+180度 | 3        |

| 合相类型         | 合相次数 |
| ---------------- | -------- |
| 三重合相的一部分 | 21       |
| 单合相           | 54       |

## 著名的大合相
| 日期                | 黄经（J2000参考坐标) | 距离（角分） | 可见度 注：由于极昼或极夜的原因，两极周围总会有至少一小块区域看不到合相。如果两个半球的绝大部分地区都能轻易观测到合相，下方列表会省略这一点 | 注释                                                     |
| ------------------- | -------------------- | ------------ | --- | -------------------------------------------------------- |
| 公元前1793年3月1日  | 153.4°               | 1.3          | 黄昏 | 史前时代到公元46世纪间距离最近的合相。三重合相的一部分。 |
| 公元前424年12月28日 | 322.8°               | 1.5          | 黄昏，难以看见 |                                                          |
| 372年3月6日         | 316.6°               | 1.9          | 清晨 | 公元前三千年距离最近的合相。                             |
| 431年12月31日       | 320.6°               | 6.2          | 清晨，难以看见 |                                                          |
| 709年9月13日        | 130.8°               | 8.3          | 清晨 | 三重合相的一部分                                         |
| 769年7月22日        | 137.8°               | 4.3          | 离太阳过近而难以看见 |                                                          |
| 1166年12月11日      | 303.3°               | 2.1          | 黄昏，难以看见 |                                                          |
| 1226年3月4日        | 313.8°               | 2.1          | 清晨 |                                                          |
| 1563年8月25日       | 125.3°               | 6.8          | 清晨 |                                                          |
| 1623年7月16日       | 131.9°               | 5.2          | 黄昏，难以看见（特别是北半球） |                                                          |
| 2020年12月21日      | 300.3°               | 6.1          | 黄昏，在北方高纬度地区很难看见，在南极也看不见（由于角度和极昼）                                                                            |                                                          |
| 2080年3月15日       | 310.8°               | 6.0          | 清晨，在北方中到高纬度地区很难看见 |                                                          |
| 2417年8月24日       | 119.6°               | 5.4          | 清晨，部分南半球和北极地区难以或无法看见 |                                                          |
| 2477年7月6日        | 126.2°               | 6.3          | 黄昏，南半球更容易看见 |                                                          |
| 2874年12月25日      | 297.1°               | 2.3          | 黄昏，南极洲因极昼而无法观看 |                                                          |
| 2934年3月19日       | 307.6°               | 9.3          | 清晨 |                                                          |
| 4523年3月8日        | 287.8°               | 1.0          | 清晨，由于过于靠近地平线和/或极昼的原因，在北方高纬度和南极地区难以或无法看见                                                               | 在近14,400年（一籮世纪）的时间内距离最近的合相。         |

| 黄经       | 合相次数 |
| ---------- | -------- |
| 119至138度 | 6        |
| 297至321度 | 8        |
| 其他       | 0        |

### 公元前7年
约翰内斯·开普勒在研究1603年的大合相时，认为伯利恒之星可能正是当年的大合相。他计算发现，木星和土星的三重合相发生在公元前7年（用天文年号表示为-6）；三重合相是指木星和土星在冲日位置或其附近时的合相。在这种情况下，木星和土星将三次占据相同的赤道经线或黄道经线——取决于人们使用哪种“合相”的定义。这一现象由视逆行运动导致，发生在数月内。最近的三重合相发生在1980年和1981年，下一次将发生在2238年和2239年。

### 1563年
来自克拉科夫学院的天文学家（扬·穆塞修斯、斯坦尼斯瓦夫·雅各布奇克（Stanisław Jakobejusz）、尼古劳斯·谢德克（Nicolaus Schadeck）、彼得鲁斯·普罗博科维奇（Petrus Probosczowicze）等人）观测了1563年的大合相，以比较阿方索星历表（基于地心说模型）和普鲁士星历表（基于哥白尼日心说）。根据普鲁士表，天文学家发现木星和土星彼此距离很近，以至于木星掩蔽了土星（1563年8月25日的实际角距离为6.8分）。而按照阿方索表，合相发生在另外一天，但在其预测的那一天里，角距离足足有141分。克拉科夫的教授们因而推荐采用更准确的哥白尼预测。在1578年至1580年期间，瓦伦丁·丰塔尼（Valentin Fontani）曾为哥白尼日心说发表了三次演说。

### 2020年

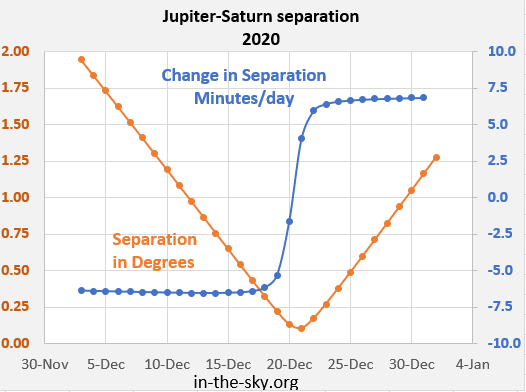
2020年大合相前后木星与土星的距离

2020年的大合相是自1623年以来最接近的一次，也是公元前三千年中第八近的一次，两颗行星间的最小距离为6.1角分。这次大合相也是自1226年以来最容易看到的近合相（因为之前1563年和1623年的近合相离太阳更近，因此更难看到）。它发生在日心合相的7周后，当时木星和土星的日心经度相同。
合相距离最近的时刻为协调世界时12月21日18时22分，当时木星在土星以南0.1°，太阳以东30°。这意味着这两颗行星一起出现在大多数中小型望远镜的视野中（尽管在没有光学辅助设备的情况下仍能将它们区分开）。在距离最近之时，两颗行星在肉眼看来呈一对联星。在中北纬地区，日落后一小时可在西南地平线上方不到15°的高度，朝摩羯座的方向上看到这两颗行星。
这次大合相引起了媒体的极大关注，由于合相发生在圣诞节前后，新闻界称其为“圣诞之星”。

#### 画廊

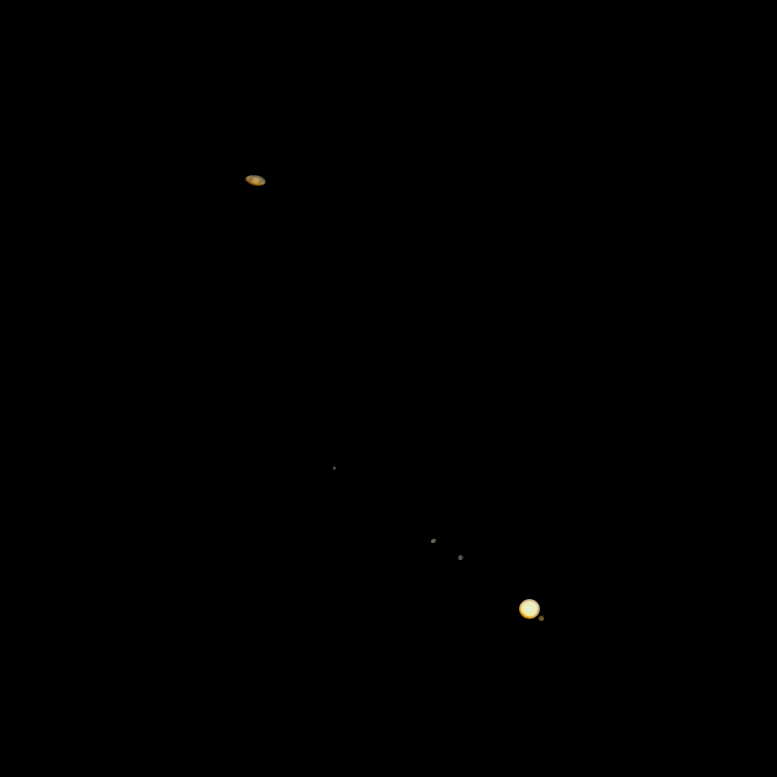
照片拍摄于最接近前两天，相距约15角度。
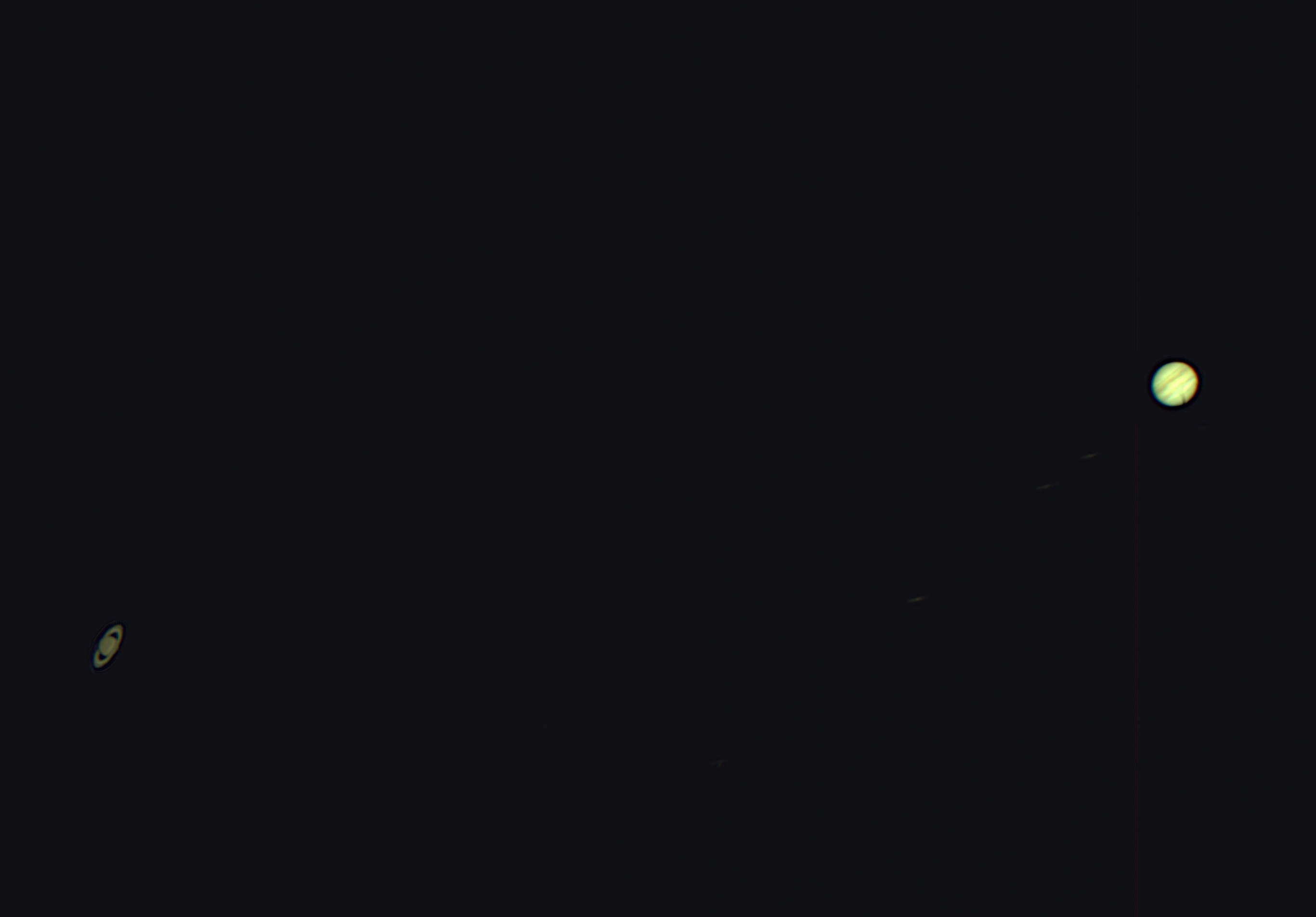
拍摄于2020年12月19日的大合相，使用360 mm（14英寸）SCT望远镜和彩色CCD拍摄。
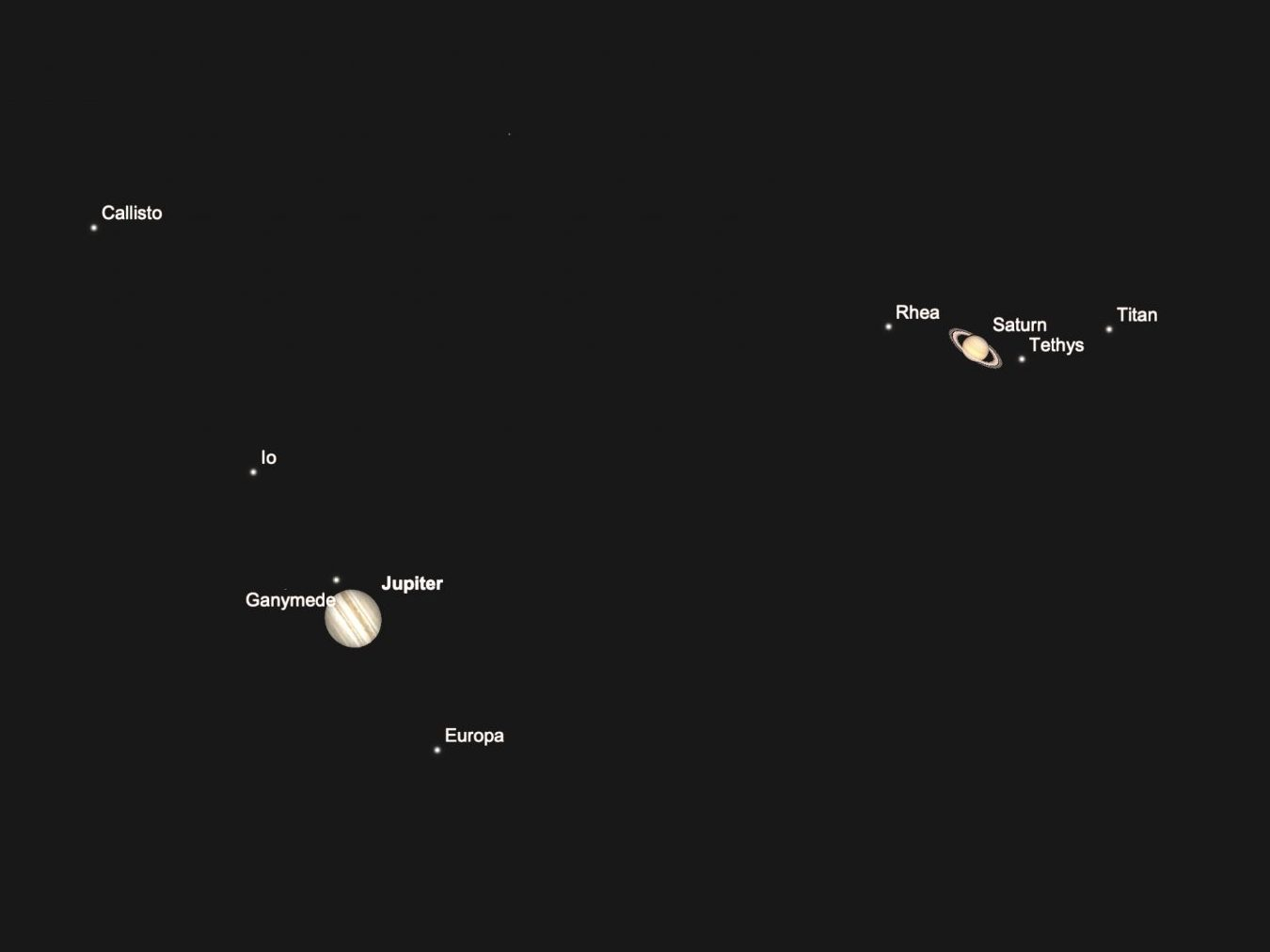
模拟最佳情况下通过望远镜观察。
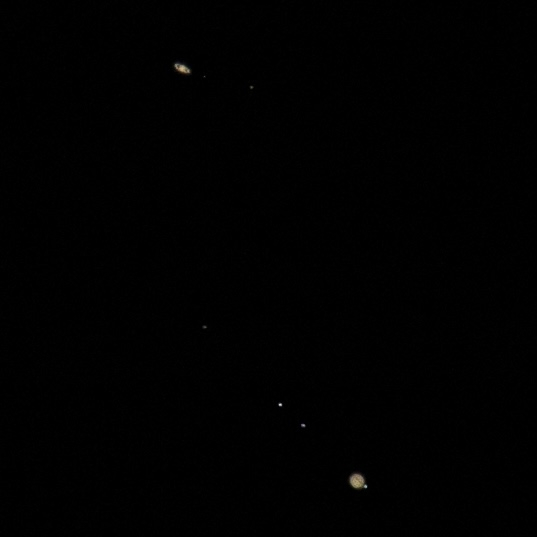
2020年大合相的照片，在最接近木星前两天拍摄，可见木星周围的四颗伽利略卫星。

### 7541年
除了是三重合相外，7541的大合相预计还将出现两次掩星：一次是2月16日的部分掩食，一次是6月17日的全掩食。然而，对如此遥远未来的行星位置准确性的预测是非常不确定的，因此也有部分计算认为，7541年将会出现距离极近的合相，但不会发生掩食。这将是自公元前6857年以来，两颗行星之间的首次掩食；行星间的距离在叠加时会小于约0.4角分。